# Marița, Teleorman
Marița este un sat în comuna Călinești din județul Teleorman, Muntenia, România. Se află în partea centrală a județului,  în Câmpia Găvanu-Burdea. La recensământul din 2002 avea o populație de 118 locuitori.